# Roupala loxensis
Espèce
Synonymes
- Embothrium cordifolium (Kunth) Willd. ex Roem. & Schult.[2]
- Roupala loxensis I.M. Johnst.[2]

Statut de conservation UICN

 VU B1+2c : Vulnérable
Roupala loxensis est une espèce de plantes à fleurs de la famille des Proteaceae endémique de l'Équateur.

## Publication originale
- Contributions from the Gray Herbarium of Harvard University 81: 86. 1928.